# Поречье (Архангельская область)
Поречье — деревня в Вельском районе Архангельской области. Входит в состав муниципального образования «Попонаволоцкое».

## География
Деревня расположена в южной части Архангельской области, в таёжной зоне, в пределах северной части Русской равнины, в 96 километрах на север от города Вельска, на левом берегу реки Ваги. Ближайшие населённые пункты: на западе деревня Плечиха, на востоке деревня Подлевково.
Часовой пояс
Поречье, как и вся Архангельская область, находится в часовой зоне МСК (московское время). Смещение применяемого времени относительно UTC составляет +3:00.

## Население
| 2002 | 2010 | 2012 | 2014 |
| ---- | ---- | ---- | ---- |
| 43   | ↘21  | →21  | ↘17  |

## История
Указана в «Списке населённых мест по сведениям 1859 года» в составе Шенкурского уезда(1-го стана) Архангельской губернии под номером «2017» как «Дементьевское». Насчитывала 17 дворов, 67 жителей мужского пола и 62 женского.
В «Списке населенных мест Архангельской губернии на 1 мая 1922 года» поселение записано как село Дементьевское(Поричье), в котором уже 24 двора, 93 мужчины и 96 женщин. В административном отношении деревня входила в состав Попонаволоцкого сельского общества Благовещенской волости Шенкурского уезда.

## Достопримечательности
Часовня Прокопия Устьянского Объект культурного наследия № 2900000943  - деревянная часовня, построенная в конце 19-го века. В настоящий момент проведен ремонт. 